# Windradentsicherung

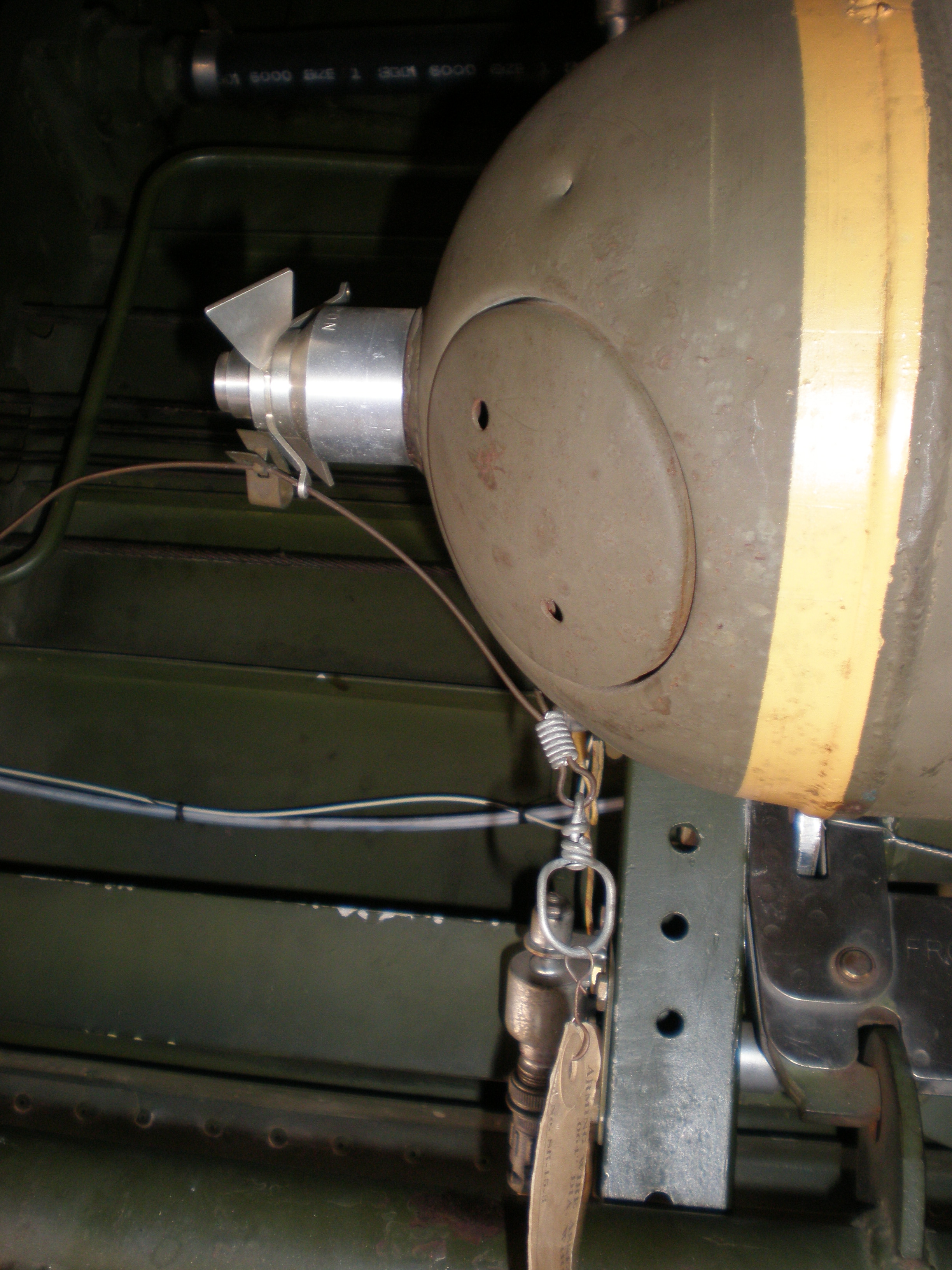
Abwurffertige Bombe mit Windradentsicherung samt Sicherungsdraht am Kopfzünder im Waffenschacht eines Flugzeugs

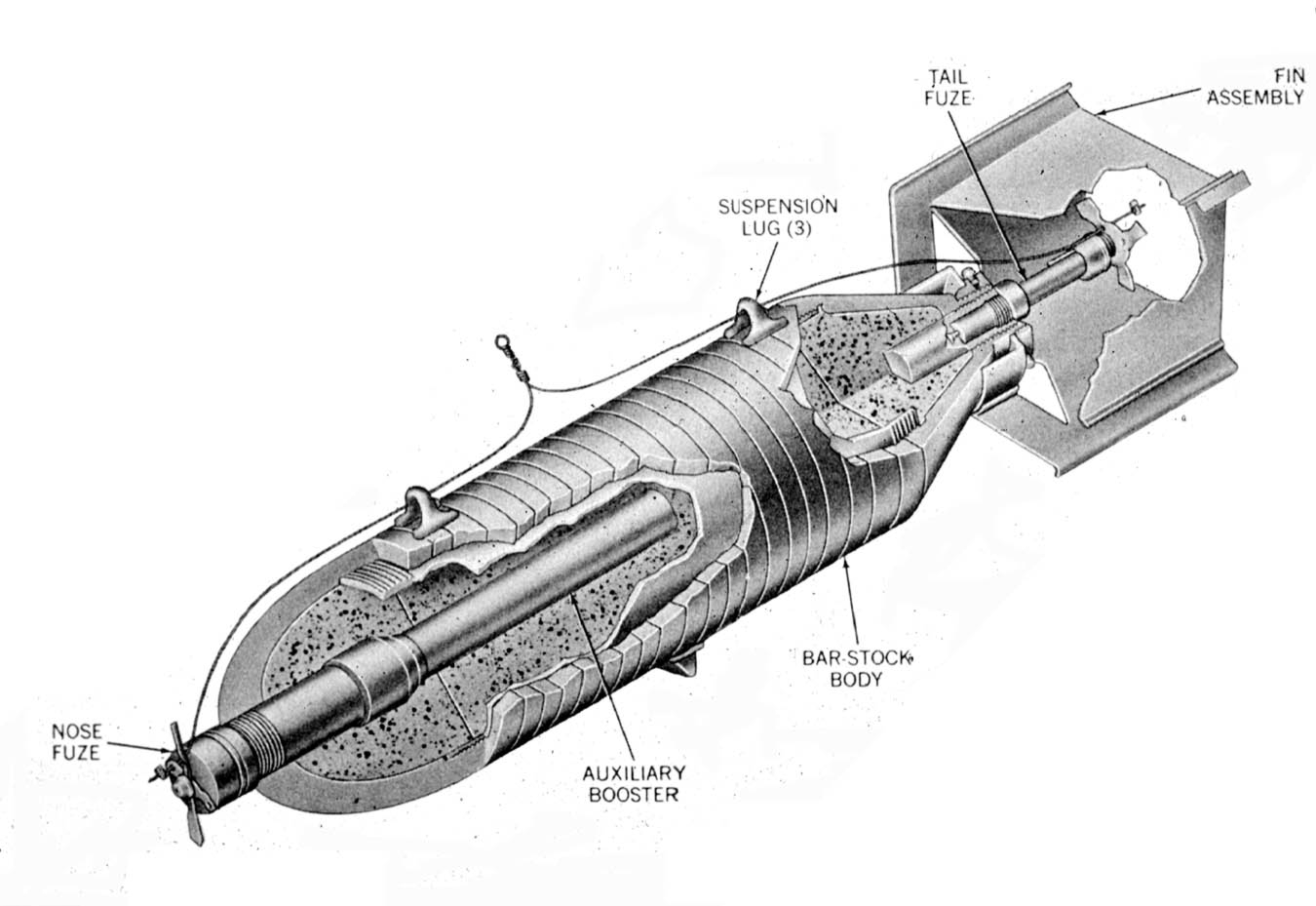
Bombe mit Windradentsicherungen am Kopf- und Heckzünder sowie Sicherungsdraht

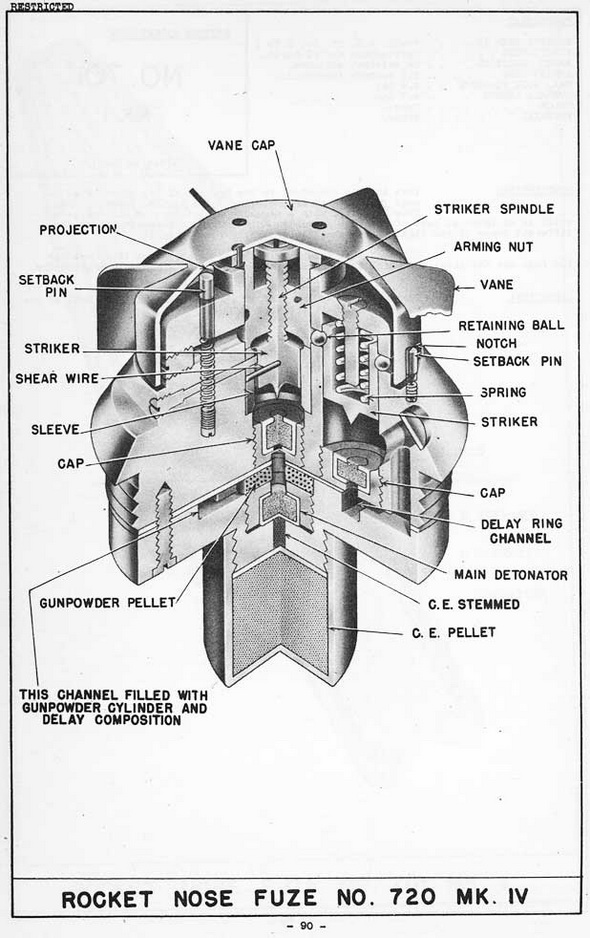
Zünder mit drehbarer Kappe

Die Windrad- bzw. Propellerentsicherung (auch Windrad- bzw. Propellersicherung) ist eine Bauart einer Entsicherung bzw. Schärfung eines Zünders bei Fliegerbomben oder Raketen.
Als im Ersten Weltkrieg Fliegerbomben zum ersten Mal in größerem Maßstab verwendet wurden, suchte man vor allem in Deutschland und England nach sicheren Zündern. Die Zünder sollten bei Transport und auch bei Notlandung sicher sein, auf der anderen Seite aber nach dem Abwurf über dem Ziel zuverlässig auslösen. Wenn Bomben in Gruppen abgeworfen werden, stoßen sie oft kurz nach dem Abwurf in der Luft zusammen. Auch diese Zusammenstöße dürfen die Zünder nicht auslösen, da eine Explosion so nahe am Flugzeug dieses zerstören würde. Ähnliche Anforderungen an sichere Zünder gab es schon vorher bei Artilleriegranaten; aufgrund der starken Beschleunigung beim Abschuss dort ist eine Entsicherung im Zünder ohne externe technische Mittel einfacher zu realisieren. Bei Bombenabwurf wirken solche hohen Kräfte nicht, also musste man andere Wege gehen. Deswegen wurden schon bald nach Kriegsbeginn Zünder mit Windradentsicherung entwickelt.
Das Windrad wird in der Regel als Propeller oder manchmal als Impeller ausgeführt. Bei Kopfzündern befindet sich das Windrad direkt am Zünder. Anstatt eines separaten Windrads gibt es auch Ausführungen, bei denen die Kappe des Zünders mit aerodynamischen Flügeln ausgestattet ist, welche die Kappe in Drehung versetzen. Bei Heckzündern hingegen befindet sich das Windrad oft nicht direkt am Zünder; der Windschatten des Bombenkörpers verhindert einen zuverlässigen Luftstrom durch das Windrad. Dann wird das Windrad auf eine Welle, die als Verlängerung zum Zünder wirkt, befestigt.
Vor dem Abwurf der Bombe sperrt ein am Flugzeug befestigter Sicherungsdraht das Windrad und verhindert so zu frühe Umdrehungen. Beim Abwurf der Bombe wird der Sicherungsdraht aus der Windradsperre herausgezogen und das Windrad beginnt sich zu drehen. Das Windrad dreht sich im Luftstrom und bewegt so einen Mechanismus, der nach einer Anzahl von Umdrehungen den Zünder entsichert. Bei einem Angriff im Tiefflug kann es daher passieren, dass der Zünder noch nicht entsichert ist.
Die Windradentsicherung wird für viele Zünder, so Aufschlagzünder, Zeitzünder oder Annäherungszünder verwendet. Durch den Einsatz in verschiedenen Zünderarten, wie auch dem Einsatzort als Kopf- oder Heckzünder, gibt es verschiedene technische Konstruktionen. In der Regel ist das Windrad an einem Bolzen befestigt. Der Bolzen ist mit einem Gewinde in den Zünderkörper eingeschraubt und sperrt zunächst den Auslösemechanismus. Durch einige Umdrehungen des Windrads wird der Bolzen bis zum Anschlag herausgeschraubt und entsichert damit den Auslösemechanismus.